# Haworthia herbacea
Haworthia herbacea es una especie de planta suculenta perteneciente a la familia Xanthorrhoeaceae. Es originaria de Sudáfrica.

## Descripción
Es una planta suculenta perennifolia que alcanza un tamaño de 4 a 30 cm de altura. Se encuentra a una altitud de  500 - 1220 metros en Sudáfrica.

## Taxonomía
Haworthia herbacea fue descrita por (Mill.) Stearn y publicado en Cact. Succ. J. Gr. Brit. 7: 40, en el año 1938.
Variedades aceptadas
- Haworthia herbacea var. flaccida M.B.Bayer
- Haworthia herbacea var. herbacea
- Haworthia herbacea var. lupula M.B.Bayer
- Haworthia herbacea var. paynei (Poelln.) M.B.Bayer

Sinonimia
- Aloe herbacea Mill.[4]